# Соматостатином
Соматостатином је ретки неуроендокрини тумор (аденом) делта ћелија панкреаса локализован у панкреасу или желудачноцревном систему. Карактерише се хиперпродукцијом полипептидног хормона соматостатина кога у крв луче туморске ћелије пореклом из делта ћелије (δ ћелије) ендокриног панкреаса. Соматостатиноми се веома ретко јављају на другим локацијама (на пример у плућима, јетри, бубрезима). Већи тумори се обично налазе у панкреасу (5 см) и дванаестопалачном цреву (2,5 см). Инциденција млигнитет сомастатинома једнака је инциденцији код примарних тумора панкреаса и дуоденума (65%). У моменту клиничке презентације метастазе соматостатинома су најчешчешће већ присутне код већине пацијената. Између панкреатичног и дванаестопалачног соматостатинома понекад се може разликовати њихова међусобна клиничка презентација.

## Историја
Током 1977. године, Ларсон и Ганда са сарадницима, независно, пријавили су прва два случаја соматостатинома.
Пун опис соматостатин синдрома објавили су 1979 године, Крејс и његови сарадници. Они су детаљно описали морфолошке и биохемијске особине овог тумора на Ватеровој ампули код 52 година старог мушкарца са јасним клиничким симптомима и високим нивоа соматостатина у крви.
Неубичајени случај, два соматостатинома код исте болеснице, старе 57 година, објавили су Чоловић и сарадници 2009. године. Код ове болеснице они су утврдили да има два два соматостатинома: један солидан (у облику дванаестопалачне улцерације) и један у глави панкреаса (у облику цистичне лезије). Болесница није имала секундарне лезије у јетри и накнадно уклоњеним лимфним чворовима. Оба тумора су успешно уклоњена, а постоперативни ток је прошао добро без пратећих симптома у наредних 18 месеци интензивног праћења.

## Епидемиологија
Учесталост
Соматостатином се, према подацима из Сједињених Америчких Држава, јавља са годишњом инциденцом од 1 случај на 40 милиона становника.
Соматостатиноми се спорадично јављају у 93% случајева, а у 7% случајева удружено са синдромом вишеструких ендокриних неоплазија тип 1 (енгл. multiple endocrine neoplasia type 1 (МEN 1). МEN 1 синдром укључује паратироидне, панкреасне, и хипофизизне неоплазме.
Неурофиброматоза и феохромоцитом су повезане са дуоденалним обликом соматостатинома.
Морталитет / Морбидитет
Постоперативна петогодишња стопа преживљавања пацијената са метастатским соматостатинома је 30-60%, док пацијенти без метастаза имају стопу преживљавања од  5 година у приближава 100% случајева.
Танака и сарадници након праћења 32 случајева дванаестопалачног соматостатинома утврдили су да су примарни тумори код пацијената са метастазама значајно већи (> 2 см) од тумора пацијената без метастаза.
Екстремно повишени нивои соматостатина који и поред терапије настављају да перзистирају сугеришу малигни тумори са метастазама. Неки од клиничких симптома неоперабилног метастатског соматостатинома може се контролисати медицинским третманом.
Раса
Расне разлике нису од значаја за појаву соматостатинома.
Пол
И мушкарци и жене подједнако оболевају од соматостатинома.
Старост
Већина пацијената је у четвртој, петој или шестој деценији живота.

## Етипатогенеза
Код особа инфицираних бактеријом Хеликобактер пилори, јављају се промене локализоване у доњим деловима желуца, претежно антруму, који је упаљен и деформисан. Антрум желуца је место у трбуху у коме су ван панкреаса највише локализоване делта ћелија. Након колонизације желуца бактеријама Хеликобактера оне око себе производе „облачиће“ амонијака уз помоћу уреазе, како би се заштититиле од желудачне киселине. Међутим, желудачна киселина истовремено реагује са продуктима амонијумових киселина и тако настају токсични продукти за делта ћелије. Као последица ове реакције настаје смрт делта ћелија и појава улцерација желудачног зида.
Соматостатин је циклични пептид присутни у 14 амино киселина и 28 других облика амино киселине. Он делује на оба начина, ендокрино и паракрино, и инхибира лучење многих хормона, укључујући инсулин, глукагон, хормон раста, гастрин, холецистокин, секретин и вазоактивни интестинални пептида. Инхибиторно дејство соматостатина сматра се одговорним за карактеристичне клиничке манифестациј ове болести. Генерализована инхибиција гастроинтестиналних хормона манифестује се у:
- жучној кеси, ограничавањем њене контрактилности,
- панкреасу, смањењем његове егзокрине функције и секреције,
- цревима, променом њиховг мотилитета.

Соматостатин сањујући лучења инсулина утиче на смањену искоришћеност глукозе и хиперпродукцију хепатичке глукозе. Дакле, настаје повезани инхибиторни синдром који доводи до развоја шећерне болести у 95% пацијената. Тежина клиничке слике шећерне болести може да варира од благе нетолеранције на глукозу манифестне дијабетесне кетоацидозе. Холелитијазе билијарног тракта која се јавља у 25-68% пацијената са соматостатинома; последица је секундарне супресије и инхибиције билијарног мотилитет и измењеног метаболизма масти.
Пролив и стеатореја су симптоми овог тумора локализованог у панкреасу, што код болесника доводи до губитка телесне тежине.
Због инхибиције секреције желудачне киселине у већине пацијената са соматостатиномом, јавља се хипохлорхидрија или ахлорхидрија.
Соматостатином често истовремено продукује и друге хормоне, укључујући инсулин, гастрин, ВИП, глукагон, кортикотропин (прекурсор адренокортикотропног хормона (ACTH)), калцитонин, полипептиде панкреаса итд. Ако се ови производи у значајнијим количинама луче у крвоток они утичу на специфичне каракатеристике клиничке слике и дијагнозу.
Дуоденални соматостатином може бити повезана са неурофиброматозом, која је аутозомно доминантна поремећај и карактерише се абнормалностима раста и диференцијације ћелија нервног система. Карактеристичне промена укључују и неурофиброматозу праћену подручјима попут беле кафе, неурофибром и конгениталне аномалије (нпр са променама у костима и зглобовима и менталном ретардацијом).
Малигни тумори, као што су феохромоцитом, Вилмсов тумор, и сарком такође се могу јавити удружено са овим синдромом.

## Клиничка слика
Симптоми и знаци соматостаатинома су нејасни, укључујући и симптоме карактеристичне за шећерну болест, холелитијазу, слабо варење, стеатореју и хипохлорхидрију. Пошто су тумори спорорастући и симптоми су често присутни неколико година пре дијагнозе, болести која је у том моменту често прилично узнапредовала. Тако се ови тумори често случајно дијагностикују за време холецистектомије, јер се половина тумора налази екстрапанкреатично — у желуцу, дуоденуму, јејунуму и билијарном стаблу.
Клиничком сликом могу доминирати две различите симптоматске презентације
- Инхибиторни синдром, који је чешћи код соматостатинома панкреаса, мада и дуоденални соматостатиноми могу да секретују смањене количине хормона који су недовољне да произведу системски ефекат.
- Механички ентерички опструктивни синдром, који се јавља код тумора који настају из дуоденалног зида. Тако се код пацијенти са дванаестопалачним соматостатиномом може јавити и опструктивна жутица удружена са дванаестопалачном опструкцијом, праћена болом у трбуху, или гастроинтестинално крварење.

Класичном клиничком сликом соматостатинома доминирају симптоми:
- Шећерне болести: који варирају од благе нетолераанције на глукозу до изражене хипергликемијске кетоацидозе.
- Холелитијазе: са типичним симптомима билијарне колике или других компликација у жучим путевима.
- Губитка тежине: у просеку од 8 до 15 килограама. Овај симптом је чешћи код тумора панкреаса.
- Стеатореје и дијареје: који се карактерише појавом 3-10 изузетно смрдљивих и масних столица дневно.
- Хипохлорхидрија и ахлорхидрија: која је обично асимптоматска стање које настаје као резултат соматостатином посредована инхибиције секреције желудачне киселине.

Хипогликемија, бол у стомаку, анорексија, мучнина и повраћање такође су релативно честе тегобе пацијената .
Мешовити клинички синдроми могу настати ако тумор лучи више функционалних хормона у довољним количинама. Пацијенти са таквим туморима немају класичну и предвидљиву клиничку слику; уместо ње они приказују низ клиничких и биохемијских карактеристика различитих типова ендокриних неоплазми панкреаса.

## Диференцијална дијагноза
| - Билијарне колике - Билијарне болести - Билијарне опструкције - Холедохолитијаза - Холелитијаза - Шећерна болест, тип 1 - Шећерна болест, тип 2 - Гастрином | - Глукагоном - Инсулином - Неоплазме ендокриног панкреаса - Випом - ВДХА синдром - Вермерсов синдром - Золингер-Елисонов синдром |

## Терапија
Лечење соматостатинома се спроводи на два начина:
- хемотерапијом са стрептозоцином, дакарбазином, доксорубицином
- хируршком ресекцијом гастроинтестиналног органа погођеног соматостатиномом.[16]